# Paracyphoderris erebeus
Paracyphoderris erebeus is een rechtvleugelig insect uit de familie Prophalangopsidae. De wetenschappelijke naam van deze soort is voor het eerst geldig gepubliceerd in 1980 door Storozhenko.